# Gabriele Debbia
Gabriele Debbia (Sassuolo, 20 de enero de 1968) es un piloto de motociclismo de velocidad italiano, que compitió regularmente en el Campeonato Mundial de Motociclismo desde 1989 hasta 1997.
Sus comienzos fueron en 1989 en el Gran Premio de los Países Bajos de 125cc, la única carrera del curso en la que compite. Su mejor temporada fue en 1991 donde acabó en cuarta posición en la clasificación general de 125cc y consigue su primer podio en el campeonato del mundo gracias al tercer puesto ganado en el Gran Premio de Checoslovaquia.

## Resultados en el Campeonato del Mundo
Sistema de puntuación desde 1988 hasta 1991:
| Posición | 1.º | 2.º | 3.º | 4.º | 5.º | 6.º | 7.º | 8.º | 9.º | 10.º | 11.º | 12.º | 13.º | 14.º | 15.º |
| Puntos   | 20  | 17  | 15  | 13  | 11  | 10  | 9   | 8   | 7   | 6    | 5    | 4    | 3    | 2    | 1    |

Sistema de puntuación de 1993 hasta 2022:
| Posición | 1.º | 2.º | 3.º | 4.º | 5.º | 6.º | 7.º | 8.º | 9.º | 10.º | 11.º | 12.º | 13.º | 14.º | 15.º |
| Puntos   | 25  | 20  | 16  | 13  | 11  | 10  | 9   | 8   | 7   | 6    | 5    | 4    | 3    | 2    | 1    |

| Año  | Cat.  | Moto    | 1       | 2       | 3       | 4      | 5       | 6       | 7       | 8       | 9      | 10      | 11      | 12     | 13      | 14      | 15     | Ptos. | Pos. |
| ---- | ----- | ------- | ------- | ------- | ------- | ------ | ------- | ------- | ------- | ------- | ------ | ------- | ------- | ------ | ------- | ------- | ------ | ----- | ---- |
| 1989 | 125cc | Aprilia | JAP -   | AUS -   | USA -   | ESP -  | NAC -   | ALE -   | AUT -   | YUG -   | NED 13 | BEL -   | FRA -   | GBR -  | SUE -   | CHE -   | BRA -  | 0     | -    |
| 1990 | 125cc | Aprilia | JPN -   |         | SPA -   | NAT 12 | GER 15  | AUT 9   | YUG Ret | NED 4   | BEL 15 | FRA 11  | GBR Ret | SWE 12 | CZE 4   | HUN 9   | AUS 17 | 55    | 12.º |
| 1991 | 125cc | Rieju   | JAP 11  | AUS Ret |         | ESP 4  | ITA 8   | ALE 4   | AUT 21  | EUR 18  | NED 6  | FRA 4   | GBR 4   | RSM 6  | CHE 3   | LMA -   | MAL 5  | 111   | 4.º  |
| 1992 | 125cc | Honda   | JAP Ret | AUS 10  | MAL 7   | SPA 6  | ITA 7   | EUR 2   | ALE 4   | NED 4   | HUN 5  | FRA 14  | GBR 14  | BRA 11 | RSA 13  |         |        | 58    | 8.º  |
| 1993 | 125cc | Honda   | AUS -   | MAL -   | JAP -   | ESP -  | AUT 13  | ALE 19  | NED Ret | EUR 21  | RSM 24 | GBR Ret | CZE 12  | ITA 19 | USA Ret | FIM Ret |        | 7     | 29.º |
| 1993 | 250cc | Honda   | AUS 23  | MAL Ret | JAP 25  | ESP 20 | AUT 22  | ALE 20  | NED -   | EUR -   | RSM -  | GBR -   | CZE -   | ITA -  | USA -   | FIM -   |        | 0     | -    |
| 1994 | 125cc | Honda   | AUS 13  | MAL Ret | JAP 21  | ESP 18 | AUT 20  | ALE Ret | NED 10  | ITA 19  | FRA 19 | GBR 14  | CZE -   | USA 20 | ARG Ret | EUR Ret |        | 11    | 24.º |
| 1995 | 125cc | Yamaha  | AUS Ret | MAL 9   | JAP 21  | ESP 26 | ALE Ret | ITA 19  | NED 18  | FRA 15  | GBR 13 | CZE Ret | RIO Ret | ARG 18 | EUR 17  |         |        | 9     | 25.º |
| 1996 | 125cc | Yamaha  | MAL Ret | IDN Ret | JAP Ret | ESP 23 | ITA 21  | FRA 18  | NED 15  | ALE Ret | GBR 16 | AUT Ret | CZE 23  | IMO 21 | CAT 15  | RIO 19  | AUS 17 | 2     | 31.º |
| 1997 | 125cc | Yamaha  | MAL -   | JAP -   | ESP -   | ITA -  | AUT -   | FRA -   | NED -   | IMO Ret | ALE -  | RIO -   | GBR -   | CZE -  | CAT -   | IDN -   | AUS -  | 0     | -    |

| Color     | Resultado                                                               |
| --------- | ----------------------------------------------------------------------- |
| Oro       | Ganador                                                                 |
| Plata     | 2.ª plaza                                                               |
| Bronce    | 3.ª plaza                                                               |
| Verde     | Finalizó en los puntos                                                  |
| Azul      | Finalizó sin puntos                                                     |
| Azul      | NC - No clasificado                                                     |
| Violeta   | Ret - No terminó (Carrera)                                              |
| Rojo      | DNQ - No se clasificó                                                   |
| Negro     | DSQ - Descalificado                                                     |
| Blanco    | DNS - No empezó (carrera)                                               |
| Blanco    | WD - Retirado (fin de semana)                                           |
| Blanco    | C - Carrera cancelada                                                   |
| Sin color | DNP - Inscrito pero no participó                                        |
| Sin color | INJ - Lesionado                                                         |
| Sin color | EX - Excluido                                                           |
| Estado    | Resultado                                                               |
| Negrita   | Pole position                                                           |
| Cursiva   | Vuelta rápida                                                           |
| †         | Abandona, pero clasifica al completar el porcentaje requerido para ello |